# 工業學大慶

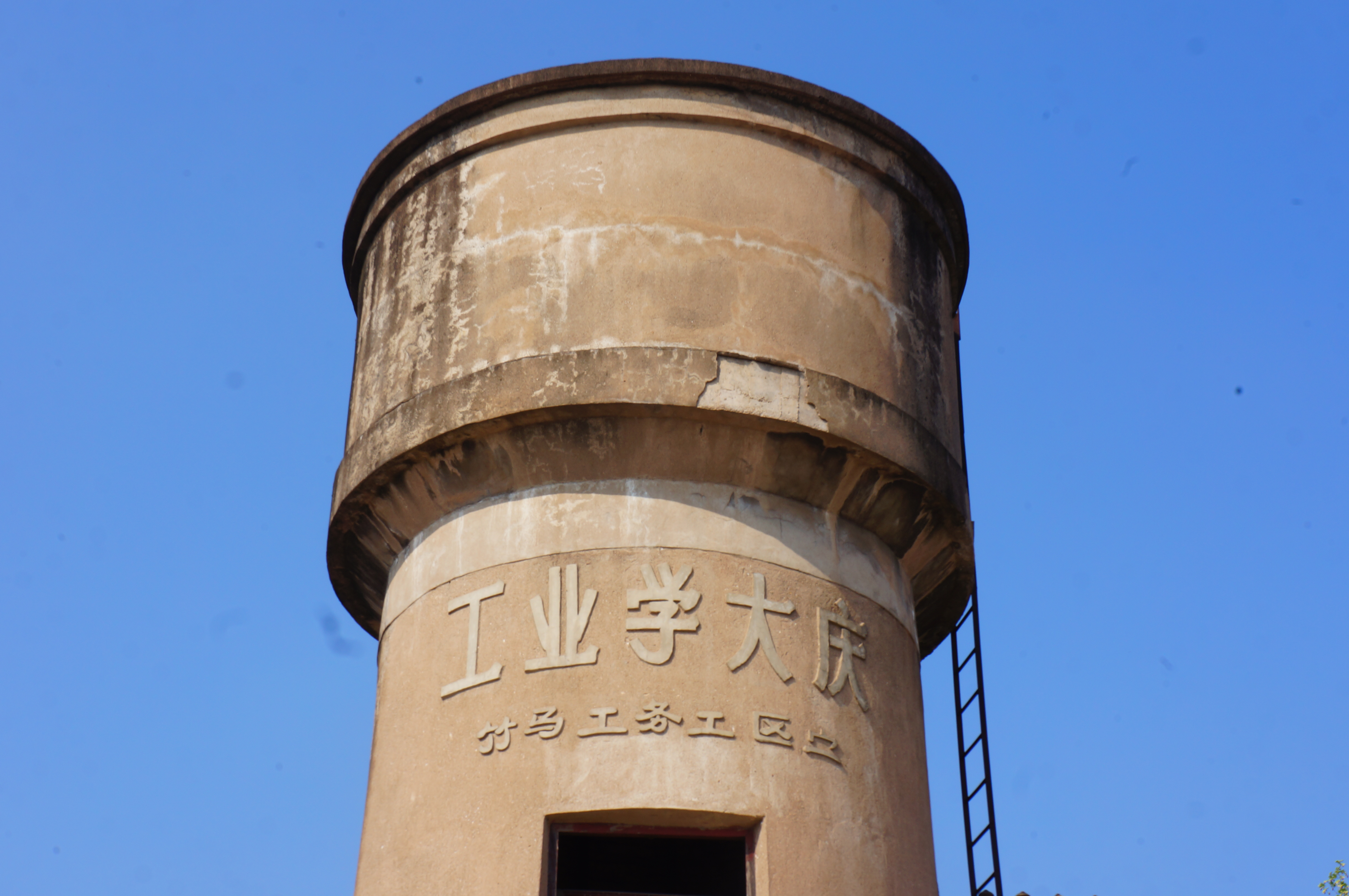
刻有“工业学大庆”字样的浙江省金华市竹马馆站水塔

工业学大庆是中国共产党在1960年代开展的一场运动。1964年2月5日，中共中央发出通知，号召全国其他部门学习大庆油田的经验。此后中国工业交通战线兴起了学习大庆经验的运动，大庆成了中国工业战线的一面旗帜。
大庆工业文化被总结入1963年颁布的《中华人民共和国石油工业部工作条例（草例）》，主要是建立以岗位责任制为中心的各项管理制度：
- “三老四严”：“对待革命事业，要当老实人，说老实话，办老实事；对待工作，要有严格的要求，严密的组织，严肃的态度，严明的纪律”。
- “四个一样”：“对待革命工作要做到：黑天和白天一个样；坏天气和好天气一个样；领导不在场和领导在场一个样；没有人检查和有人检查一个样”。
- 三条要求，五个原则：项项工程质量全优，事事做到规格化，人人做出事情过得硬，有利于质量全优，有利于提高效率，有利于安全生产，有利于增产节约，有利于文明生产和施工。
- 两论起家
- 两分法前进
- 三基工作：基层建设、基础工作和基本功训练。是1964年提出的基层工作方针。
- 五好：“政治工作好、计划完成好、革命作风好、企业管理好、生活管理好”
- 三个面向：面向生产，面向基层，面向群众
- 五到现场：生产指挥到现场、政治工作到现场、材料供应到现场、科研设计到现场、生活服务到现场
- 艰苦创业的“六个传家宝”精神：人拉肩扛精神、干打垒精神、五把铁锹闹革命精神、缝补厂精神、回收队精神、修旧利废精神。